# Jens Mouris
Jens Mouris (nascido em 12 de março de 1980) é um ciclista holandês, atual membro da equipe australiana Orica-GreenEDGE, de categoria UCI World Tour.
Nascido em Amsterdã, Mouris representou os Países Baixos nos Jogos Olímpicos de Verão de 2000 em Sydney, onde participou na perseguição por equipes de 4 km, juntamente com John den Braber, Robert Slippens e Wilco Zuijderwijk. Eles terminaram na sétima posição após serem vencidos pela equipe ucraniana nas quartas de final. Quatro anos mais tarde, Mouris foi qualificado para participar na mesma prova nos Jogos Olímpicos de Verão de 2004 em Atenas. Desta vez, a nova equipe apresentando Levi Heimans, Peter Schep e Jeroen Straathof, terminou em quinto.